# Jacques Haman
Jacques Haman là một cầu thủ bóng đá người Cameroon thi đấu ở vị trí tiền đạo cho Vitória Guimarães B ở LigaPro.